# Aphis rubiradicis
Aphis rubiradicis är en insektsart. Aphis rubiradicis ingår i släktet Aphis och familjen långrörsbladlöss. Inga underarter finns listade i Catalogue of Life.